# Dödläge
Ett dödläge är ett tillstånd där parter som förhandlar med varandra eller befinner sig i en process eller situation där framsteg eller framåtskridande av något skäl upplevs som nödvändigt, men där framsteg eller framåtskridande inte kan åstadkommas av parterna själva. Dödlägen uppkommer oftast som ett resultat av någon form av någon form av konflikt.  
I ett dödläge är en överenskommelse inte bara fördelaktig, utan den är avgörande för att parterna ska kunna gå vidare med sina mål eller för att lösa en tvist. Detta gör dödlägen särskilt utmanande. En metod för att bryta dödlägen är medling av utomstående parter.
Situationen kan uppstå i parlamentarism, om olika politiska instanser blockerar varandras beslut.[förklaring behövs]
Termen används även inom datavetenskap som en synonym till "baklås".